# Sojuz TM-16
La Sojuz TM-16 è stata la 16ª missione diretta verso la stazione spaziale russa Mir.

## Equipaggio
| Ruolo                  | Equipaggio al lancio                            | Equipaggio all'atterraggio                      |
| ---------------------- | ----------------------------------------------- | ----------------------------------------------- |
| Comandante             | Gennadij Manakov, Roscosmos Mir 13 Secondo volo | Gennadij Manakov, Roscosmos Mir 13 Secondo volo |
| Ingegnere di volo      | Aleksandr Poleščuk, Roscosmos Mir 13 Primo volo | Aleksandr Poleščuk, Roscosmos Mir 13 Primo volo |
| Cosmonauta Ricercatore | —                                               | Jean-Pierre Haigneré, CNES Primo volo           |

### Equipaggio di riserva
| Ruolo             | Equipaggio                 | Equipaggio                 |
| ----------------- | -------------------------- | -------------------------- |
| Comandante        | Vasilij Cibliev, Roscosmos | Vasilij Cibliev, Roscosmos |
| Ingegnere di volo | Jurij Usačëv, Roscosmos    | Jurij Usačëv, Roscosmos    |

Tra parentesi il numero di voli spaziali completati da ogni membro dell'equipaggio, inclusa questa missione.

## Parametri della missione
- Massa: 7.150 kg
- Perigeo: 393 km
- Apogeo: 394 km
- Inclinazione: 51,6°
- Periodo: 1 ora, 32 minuti e 24 secondi